# Exocentrus aureopilosus
Exocentrus aureopilosus là một loài bọ cánh cứng trong họ Cerambycidae.